# 简·库派茨基
扬·库佩茨基（1667年—1740年7月16日），又译简·库派茨基，是捷克波希米亚肖像画家，巴洛克画派的代表人物之一。主要活跃于匈牙利、斯洛伐克、維也納和纽伦堡。

## 生平
父母是来自姆拉達-博萊斯拉夫的新教摩拉维亚弟兄会难民，受天主教會的压迫，离开波希米亚逃难到斯洛伐克地区。他出生于布拉迪斯拉发附近的佩濟諾克。
在约20岁的时候去了意大利罗马等地，跟随意大利画家学习了很长一段时间。在那里，得到了约翰三世国王的帮助，声名鹊起。
1709年来到维也纳，22年的时间先后在威尼斯和罗马度过。后来受到了教宗的迫害，随一家人从维也纳逃到了巴伐利亚选侯国纽伦堡，度过了晚年生活，直到去世。
一生受卡拉瓦乔、圭多·雷尼和伦勃朗等画家的影响，留下了查理六世皇帝和沙皇彼得大帝等肖像画杰作。

## 作品集

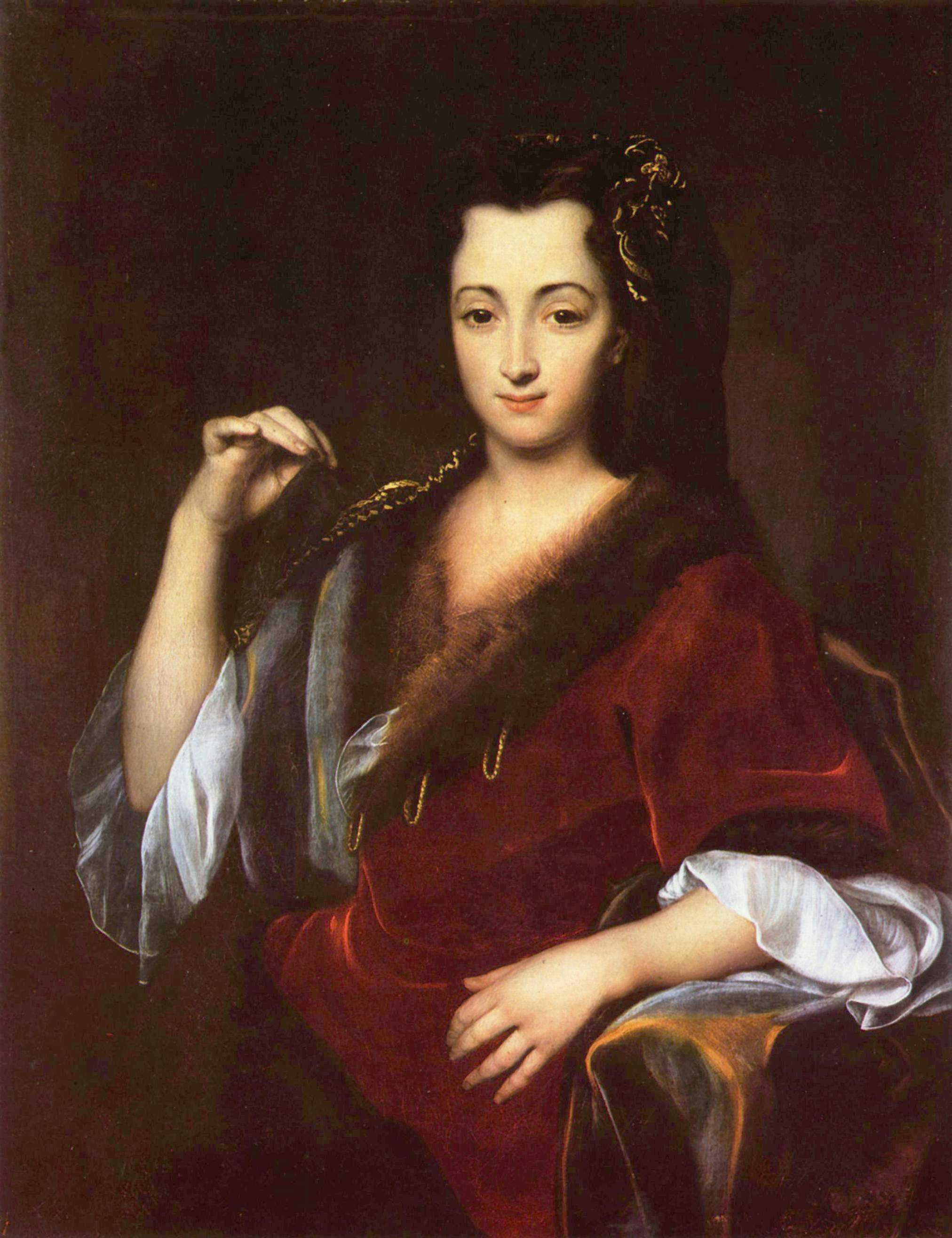
收藏在安東·烏爾里希公爵美術館
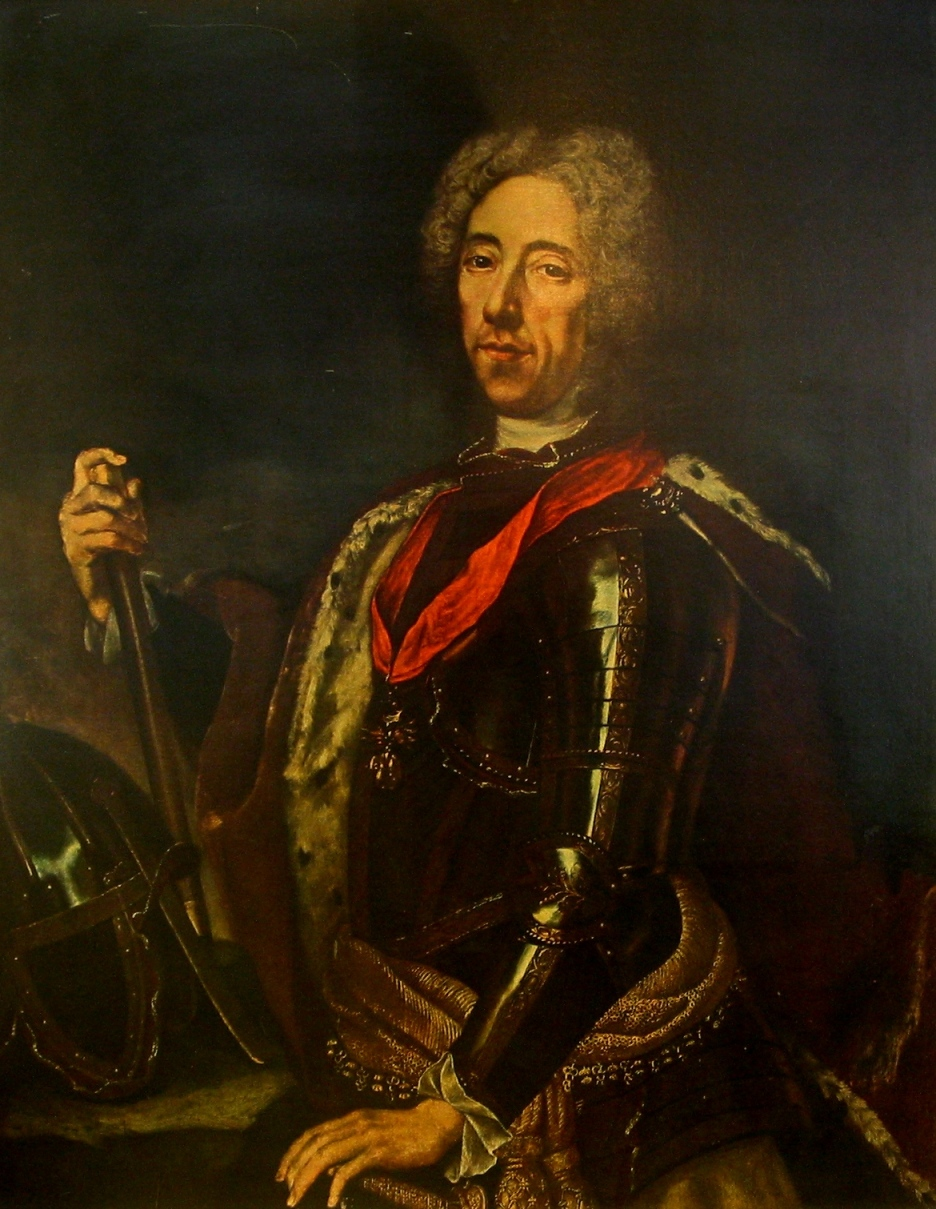
欧根亲王，收藏于维也纳軍事史博物館
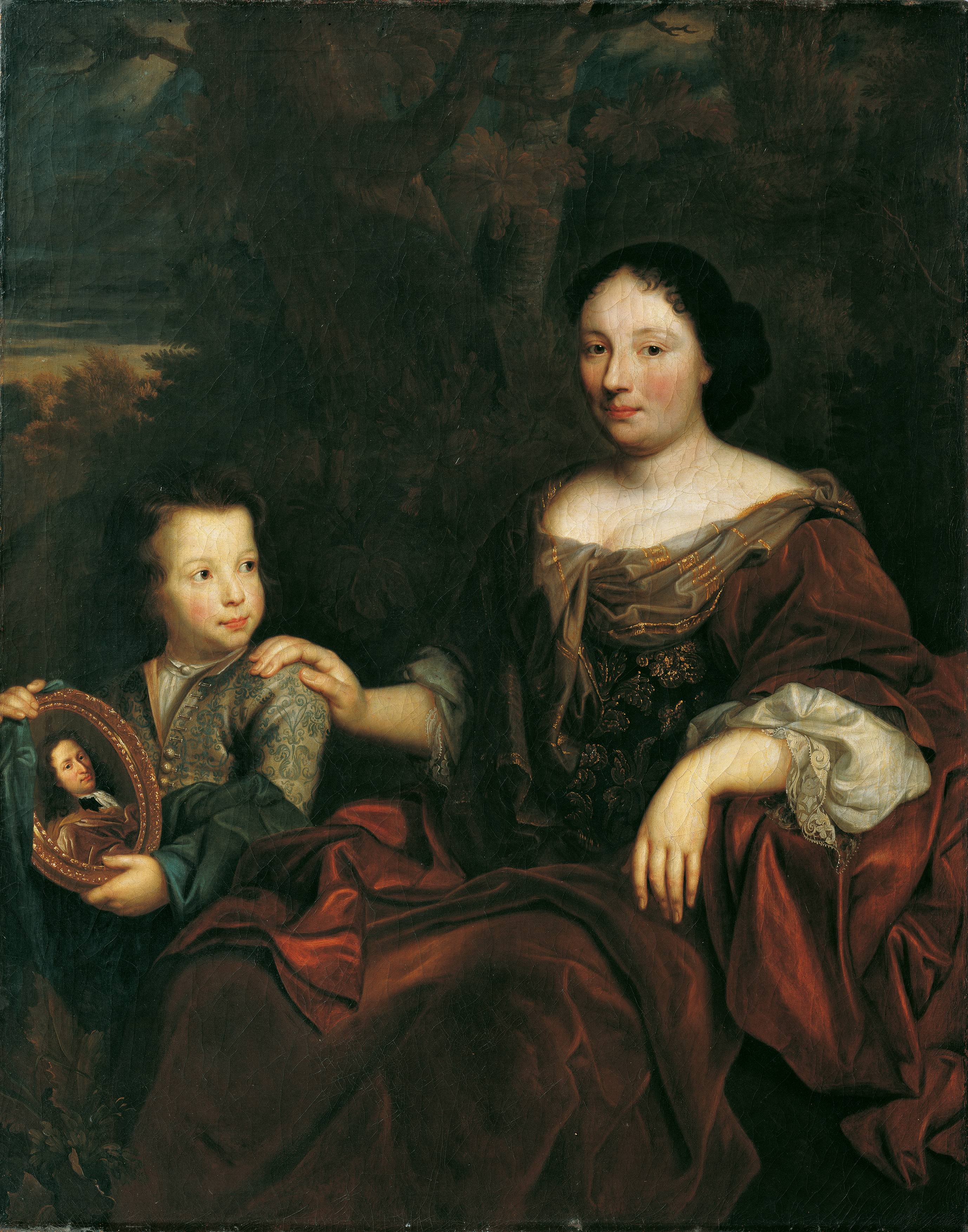
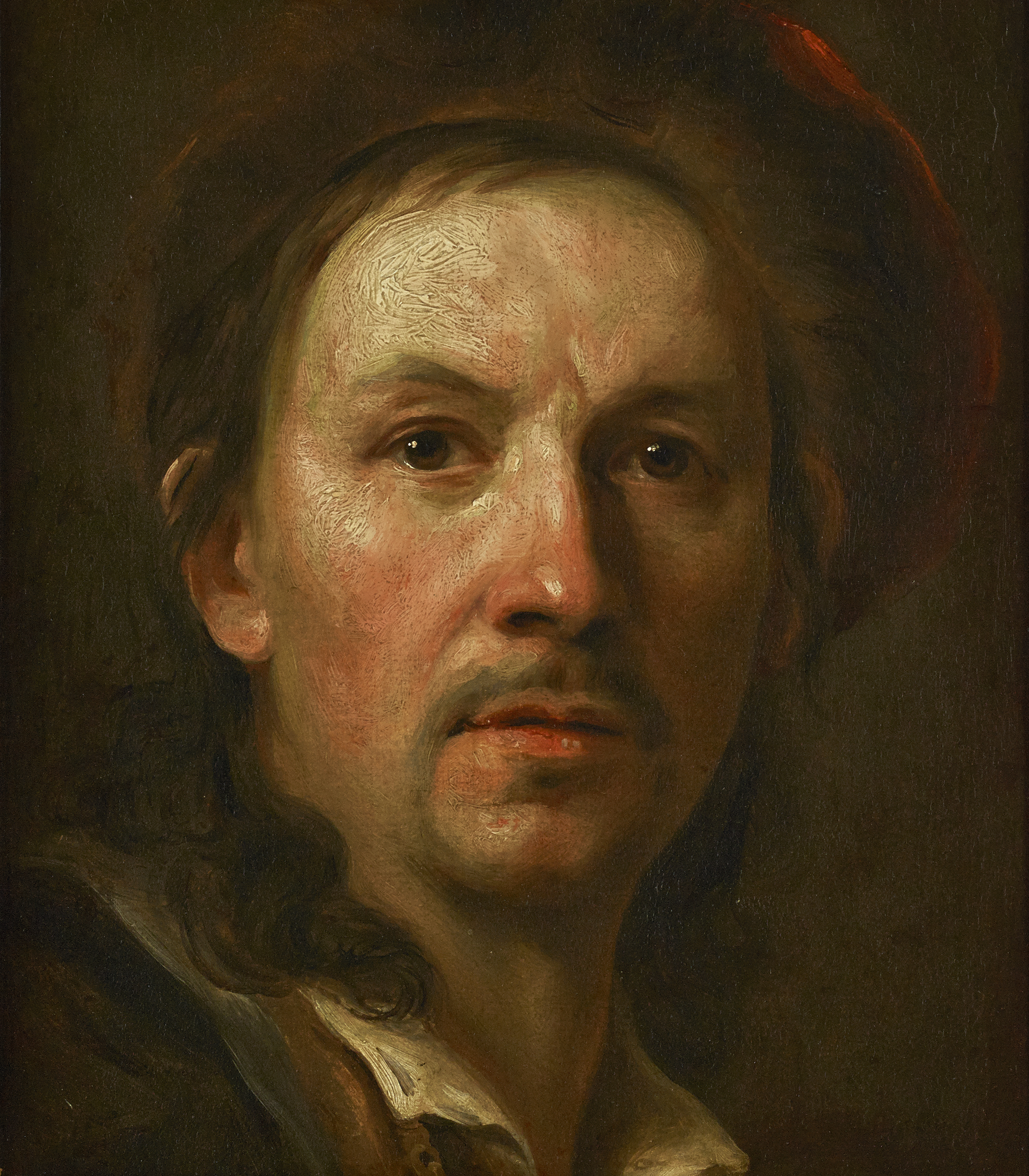
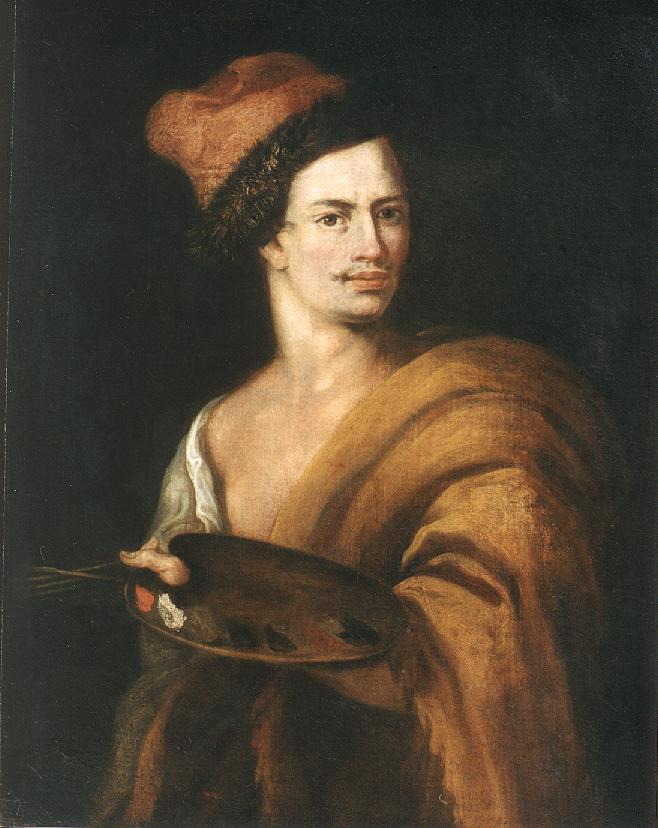
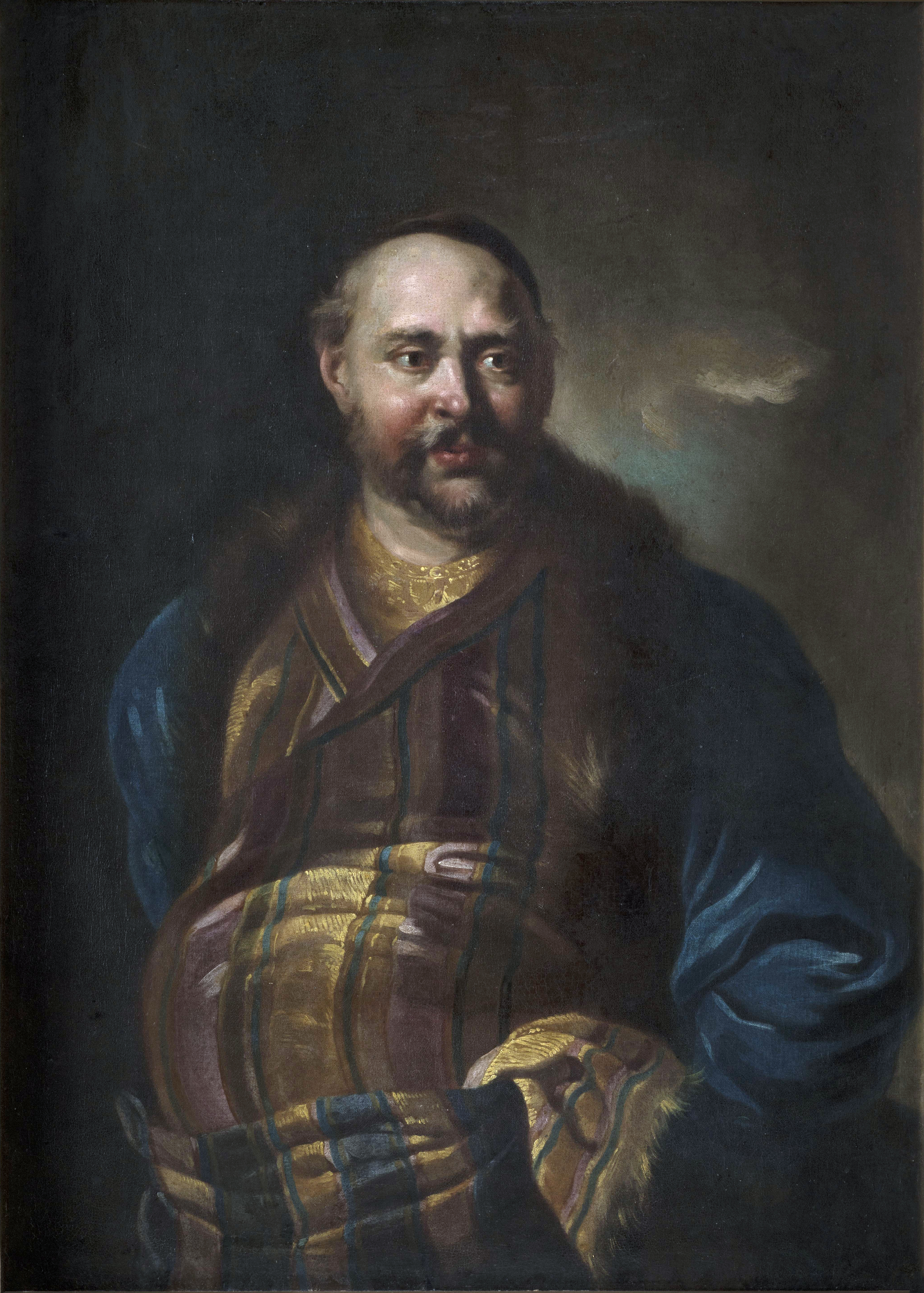
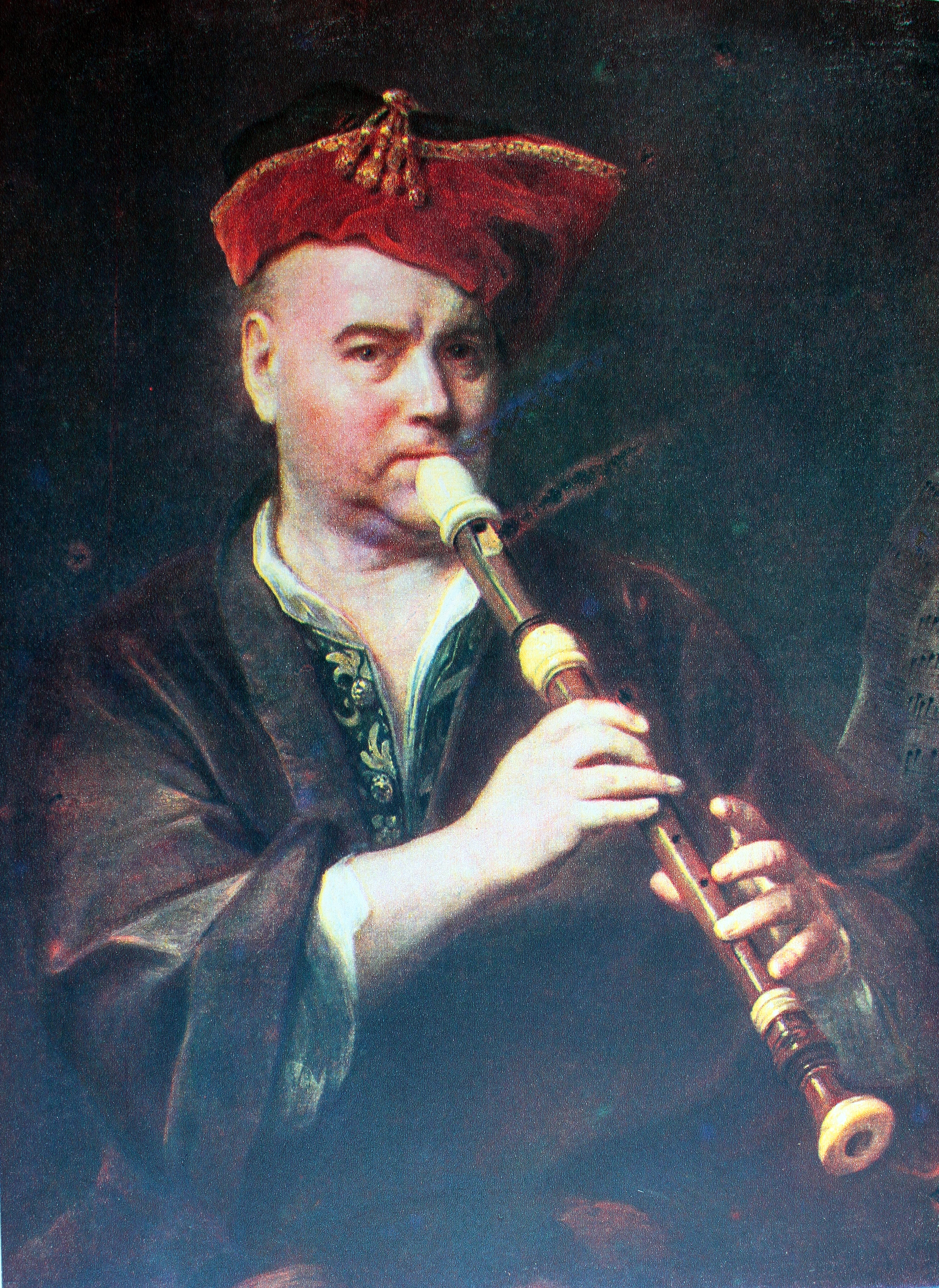
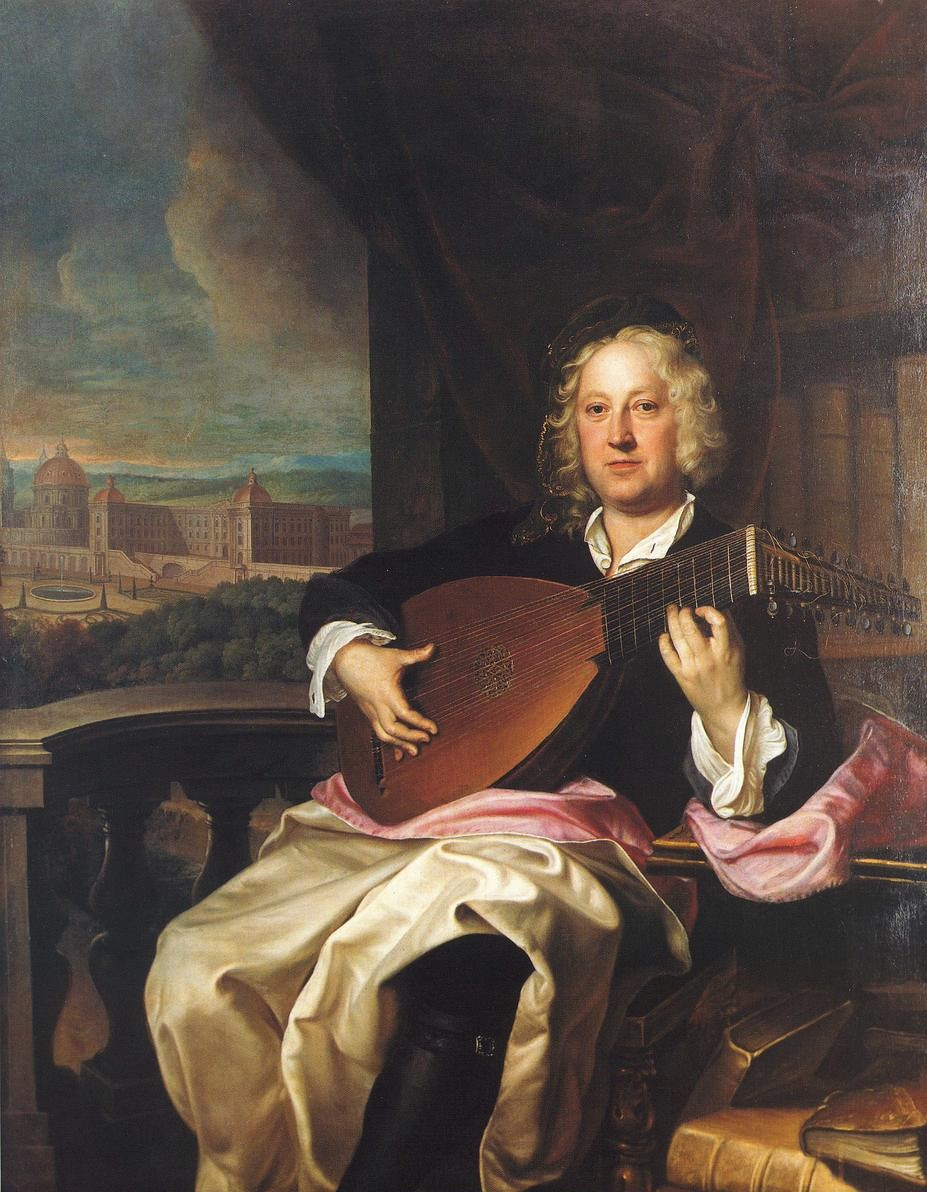
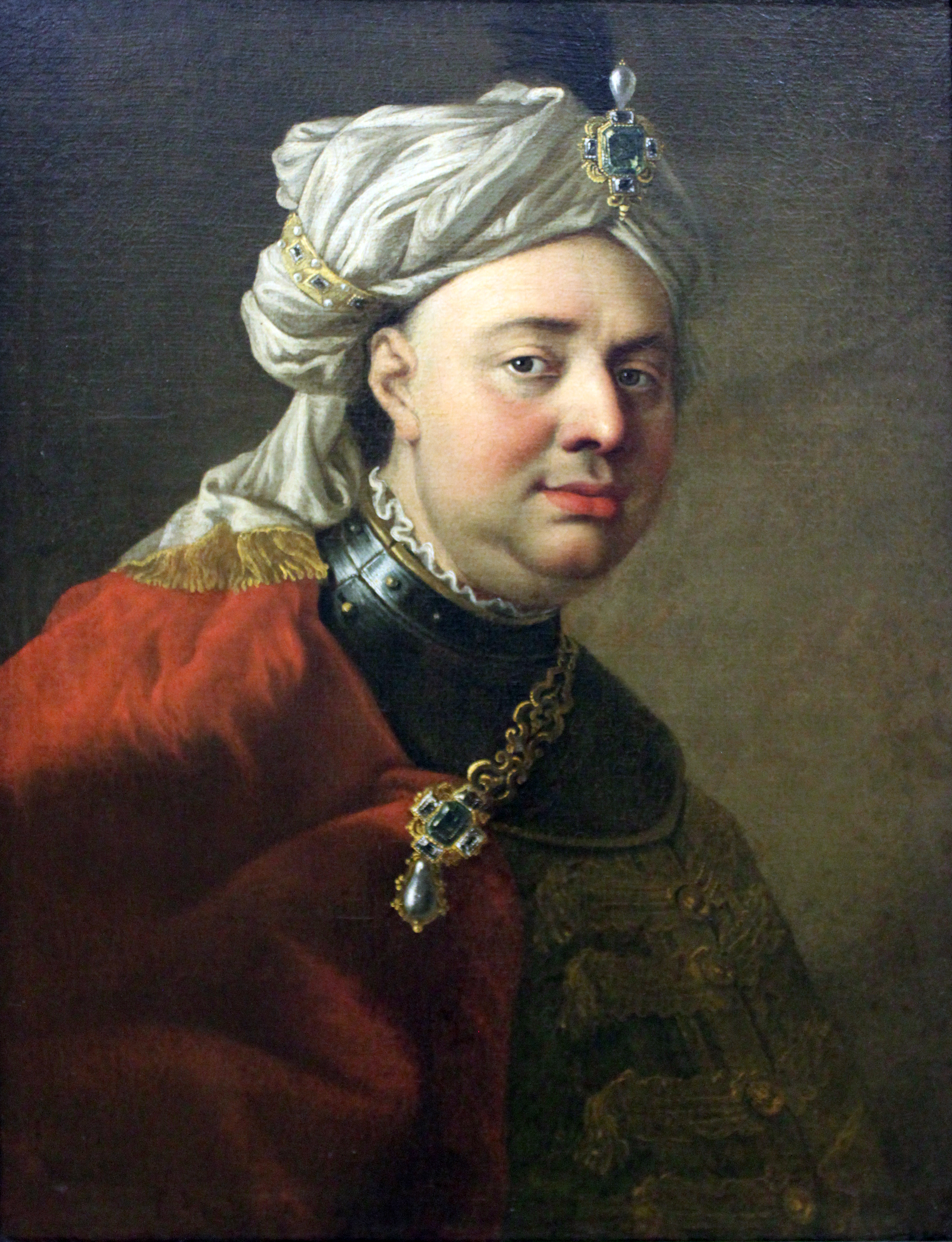